# La neve nel bicchiere
La neve nel bicchiere è una miniserie televisiva prodotta dalla Rai, per la regia di Florestano Vancini. La serie fu trasmessa da Rai 1 in tre puntate nel novembre 1983. In seguito fu realizzata per il cinema un'edizione di 144 minuti, presentata alla 41ª Mostra del cinema di Venezia e ritrasmessa con la stessa durata, in due puntate in due sere consecutive, nel 1986.

## Trama
Nei primi anni del novecento, Nullo e i suoi figli Venanzio e Ligio lavorano come scariolanti, trasportatori di terra che che con la forza delle sole braccia e con l'aiuto di una carriola costruiscono argini e scavano canali per bonificare le terre paludose della bassa padana. Pur di migliorare le dure condizioni di lavoro, Nullo accetta di fare il mezzadro nel podere del parroco, don Angelo. Anche Venanzio cambia lavoro e, nel suo viaggiare, ha modo di osservare la vita delle città vicine, Bologna e Ferrara; durante una vendemmia conosce Mariena, la conduce in famiglia e la sposa.
Intanto cominciano a formarsi le prime leghe contadine e Venanzio, sperando in un futuro migliore e in condizioni di lavoro più umane, aderisce a una lega e partecipa al primo sciopero; Ligio, suo fratello, viene invece aggredito e ferito perché crumiro. Le lotte sociali si inaspriscono e, nel 1914, culminano nella 
Settimana rossa.
A Venanzio e Mariena sono nati nel frattempo tre figli: Giovanni, Giuseppe e Edvige, ma quest'ultima muore a pochi anni di vita per una disgrazia. Venanzio, che partecipa con entusiasmo alle manifestazioni contadine, in uno degli scontri con le forze dell'ordine rimane ferito. Fallite le speranze di una rivoluzione, si convince che per cambiare la situazione sociale non basta solo la rabbia e la speranza. Fatto capolega, s'impegna per l'alfabetizzazione dei bambini. 
All'arrivo della Grande Guerra, Venanzio è ormai quarantenne e non partirà per il fronte; parte invece Ligio, ma non farà più ritorno. I due ragazzi, Giovanni e Giuseppe, prendono il posto dello zio nel lavoro nei campi, mentre Mariena dà alla luce un altro bambino. I sogni di Venanzio di un futuro più giusto sono sempre più lontani e alla fine della guerra i conflitti esplodono in maniera ancora più violenta. Mussolini va al potere, ma Venanzio non riesce a smettere di sperare. Sarà l'ultimo bambino a incarnare le sue speranze.

## Produzione
Il regista Vancini ebbe da Paolo Valmarana, capostruttura di Raiuno, l'idea di trasporre un romanzo di Nerino Rossi in fiction televisiva. La scelta di Vancini cadde su La neve nel bicchiere «...non per nostalgia, ma per grande amore, affetto e attenzione per i nostri padri e i nostri nonni. Il film racconta di come hanno lottato contro le ingiustizie sociali e come hanno avuto l'intelligenza di cambiare quel mondo, di cambiare le proprie condizioni»
In questo film Vancini per la prima volta lavora con attori non professionisti. Nelle precedenti occasioni in cui aveva proposto "facce nuove", si trattava in ogni caso di giovani che studiavano recitazione. Qui anche il protagonista, il trentenne Massimo Ghini, era al suo esordio e non proveniva dal Centro Sperimentale di Cinematografia, che qualche anno prima gli aveva negato l'ammissione, mentre Ivano Marescotti era all'epoca impiegato nel comune di Bagnacavallo.
La voce fuori campo del narratore è dell'ultimo figlio di Venanzio che, ormai inserito nel milieu cittadino, ricorda la nonna che gli preparava il "gelato dei poveri": un bicchiere di neve fresca insaporito con un goccio di vino dolce.
Il film fu girato tra Consandolo, Boccaleone, Argenta, Campotto, Vallesanta in provincia di Ferrara, e Bologna; le riprese durarono circa tre mesi.